# Ponte Papa Giovanni XXIII
Il ponte Papa Giovanni XXIII è un ponte di Ragusa e scavalca la  vallata Santa Domenica che divide il centro storico dalla parte sud della città. Fu completato nel 1964, un anno dopo la morte di papa Giovanni XXIII.
È l'ultimo dei tre ponti del centro ad essere stato costruito ed è anche conosciuto come "ponte nuovissimo" - essendo stato realizzato dopo il ponte vecchio (1843) e il ponte nuovo (1937) - o "ponte San Vito". Collega il rione del Carmine con il quartiere dei  Cappuccini. È diventato una fondamentale arteria stradale del centro della città usato sia da automobili che da autobus urbani.

## Architettura
L'impalcato del ponte è composto da un unico arco in calcestruzzo armato dalle linee moderne. Ha 4 corsie stradali di cui le due centrali sono usate per il traffico cittadino e le due laterali per la sosta.